# La rue est à eux
Pour plus de détails, voir Fiche technique et Distribution.
La rue est à eux est un documentaire français réalisé par Isabelle Regnier et sorti en 2010.

## Synopsis
La naissance du site Rue 89 fondé en 2007 par quatre anciens journalistes de Libération, proposant une « information à trois voix ».

## Fiche technique
- Titre : La rue est à eux
- Réalisation :	Isabelle Regnier
- Scénario : Isabelle Regnier
- Photographie : Éric Devin, Éléonore Huisse et Nicolas Peltier
- Son : Antoine Brunet et Julien Fezans
- Montage son : Gilles Bénardeau
- Montage : Sébastien Descoins
- Production : Aurora Films
- Pays de production :  France
- Langue originale : français
- Format : couleur - 4/3 - DVCAM
- Genre : documentaire
- Durée : 93 minutes
- Date de sortie : France - 25 septembre 2010

## Sélections
- Festival international de films de femmes de Créteil 2011[2]
- Festival international des programmes audiovisuels de Biarritz 2011[3]

## Accueil critique
- Jeremy Sahel, « La rue est à eux : Isabelle Regnier fait son portrait de Rue 89 », L'Observatoire des médias, 27 octobre 2010[4]
- Jean-Marie Durand, « La Rue est à eux, ou la complexité de faire vivre un nouveau média », Les Inrocks, 10 février 2011[5]
- Antoine Ouru, « Action-Rédaction », 2012[6].